# Pieter Jansz van Asch
Pieter Jansz van Asch (n. 1603, Delft, Țările de Jos – d. 6 iunie 1678, Delft, Țările de Jos) a fost un pictor neerlandez din epoca de aur.

## Biografie
S-a născut la Delft, fiul pictorului portretist Jan van Asch și s-a alăturat Breslei Sf. Luca în 1623. Potrivit lui Arnold Houbraken, s-a specializat în peisaje mici, dar numărul mic de tablouri se datorează faptului că a trebuit să aibă grijă de părinții săi. Jan Verkolje îl cunoștea și făcu o gravură neagră cu el. Orașul Delft i-a plătit 100 de guldeni pentru o schoorsteenstuk sau o piesă de supramantel în primăria cunoscută sub numele de Prinsenhof.
Lucrările sale sunt influențate de pictorii Pieter de Bloot, Jan Both, Joachim Govertsz Camphuysen, Anthonie Jansz van der Croos, Jan Josefsz van Goyen și Jan Gabrielsz Sonjé. El l-a influențat, la rândul său, pe pictorul Jacobus Coert. A murit și a fost îngropat în orașul natal din Delft.

## Moștenirea
Picturi ale lui van Asch se află în colecții publice, inclusiv patru în Regatul Unit.